# Justė Jocytė
Justė Veronika Jocytė (* 19. November 2005 in Washington, D.C.) ist eine litauisch-US-amerikanische Basketballspielerin.

## Werdegang
Jocytė wurde in der Hauptstadt der Vereinigten Staaten geboren, wo ihr Vater als Bediensteter der litauischen Botschaft beschäftigt war. Sie lebte nur einige Monate in den Vereinigten Staaten und wuchs dann in Litauen auf. Jocytė spielte in der Jugendabteilung von V.Knašiaus KM, dann des Vereins Neptūnas Klaipėda und galt als Basketball-Wunderkind. Sie spielte früh im Erwachsenenbereich in der ersten litauischen Liga, gewann mit Litauens U16-Auswahl im Sommer 2019 Silber bei der Europameisterschaft und war bei dem Turnier mit 19,6 Punkten je Begegnung die beste Korbschützin.
Zur Saison 2019/20 wechselte Jocytė nach Frankreich zum Erstligisten Lyon ASVEL Féminin und wurde in die nach ASVEL-Vereinspräsident Tony Parker benannte Nachwuchsakademie aufgenommen. Kurz vor ihrem 14. Geburtstag bestritt sie ihr erstes A-Länderspiel. Ihren Einstand in der ersten französischen Liga sowie in der Euroleague gab sie im Laufe der Saison 2019/20.
Im August 2022 führte sie Litauen zum Gewinn der U18-Europameisterschaft und erhielt den Preis als beste Spielerin des Turniers. Jocytė wurde als Litauens Basketballerin des Jahres 2022 ausgezeichnet. 2023 gewann sie mit Lyon den europäischen Vereinswettbewerb Eurocup und die französische Meisterschaft.
Die Golden State Valkyries sicherten sich beim Draftverfahren der US-Liga WNBA im April 2025 mit dem ersten Auswahlrecht nach ihrer Gründung die Rechte an Jocytė. Sie wurde an fünfter Stelle ausgewählt. Allerdings verzichtete sie vorerst auf einen Wechsel in die WNBA, um im Sommer 2025 mit der litauischen Nationalmannschaft bei der Europameisterschaft 2025 anzutreten.
Im April 2025 unterschrieb Jocytė einen Vertrag beim Uni Girona CB in der höchsten spanischen Spielklasse Liga Femenina de Baloncesto.